# إف. أ. وينغ
إف. أ. وينغ هو سياسي أمريكي، ولد في 8 يناير 1853 في ستريتسبورو في الولايات المتحدة، وتوفي في 8 أغسطس 1947 في سياتل في الولايات المتحدة. نشط حزبياً في الحزب الجمهوري. وقد انتخب عضو مجلس نواب واشنطن ‏.